# Raffles, ladro gentiluomo
Raffles, ladro gentiluomo (Raffles) è una serie televisiva britannica in 14 episodi trasmessi per la prima volta nel corso di una sola stagione dal 1975 al 1977.
È una serie poliziesca del genere commedia ambientata in Inghilterra durante l'epoca vittoriana. È un adattamento televisivo dei racconti di Ernest William Hornung sul personaggio di A. J. Raffles. Gli episodi sono in gran parte fedeli adattamenti delle storie nei libri, anche se a volte due storie sono fuse insieme per creare un episodio. Il pilot fu trasmesso su Independent Television il 10 settembre 1975; il primo episodio regolare fu trasmesso solo due anni dopo, nel 1977. Seguirono altri dodici episodi nel corso dello stesso anno fino alla fine della prima e unica stagione. L'attore che interpreta Raffles nel pilot è James Maxwell. Il ruolo fu poi affidato all'attore Anthony Valentine per la serie regolare.

## Trama
Londra, XIX secolo. A. J. Raffles è un nobile dell'alta società londinese, gioca a cricket e frequenta i club più esclusivi. Raffles al contempo nasconde però una passione segreta: il furto. Egli è infatti l'archetipo del ladro gentiluomo: servendosi della sua conoscenza dell'ambiente e con modi di fare tipici dell'alta società, Raffles deruba i ricchi e i personaggi più esclusivi di Londra con l'aiuto dell'amico Bunny Manders, che è l'unico a sapere della sua doppia vita. Alle sue calcagna si mette, inutilmente, l'ispettore Mackenzie.

## Personaggi e interpreti
- A. J. Raffles (14 episodi, 1975-1977), interpretato da Anthony Valentine.
- Bunny Manders (14 episodi, 1975-1977), interpretato da Christopher Strauli.
- Albany Porter (11 episodi, 1977), interpretato da Victor Brooks.
- Ispettore Mackenzie (6 episodi, 1977), interpretato da Victor Carin.

### Guest star
Tra le guest star: Peter Myers, John Junkin, Edward Palmer, Osmund Bullock, Brian Nolan, Michael Barrington, Belinda Carroll, Sandra Berkin, Charles Dance, Thorley Walters, Jeremy Clyde, Susan Skipper, David Firth, Sally Grace, Lockwood West, Godfrey James, Alfred Marks, Brian Glover, Jill Gascoine, Lesley Daine, Terence Soall, Eddie Tagoe, Andrew Jackson, William Mervyn, Barbara Hicks, Sally Osborn, John Pickles, Ted Morris, Tony Britton, Peter Sallis.

## Produzione
La serie fu prodotta da Yorkshire Television Le musiche furono composte da Anthony Isaac.

### Registi
Tra i registi sono accreditati:
- Christopher Hodson in 7 episodi (1975-1977)
- Jim Goddard in 3 episodi (1977)
- Alan Gibson in 2 episodi (1977)

### Sceneggiatori
Tra gli sceneggiatori sono accreditati:
- E.W. Hornung in 12 episodi (1975-1977)
- Philip Mackie in 12 episodi (1975-1977)

## Distribuzione
La serie fu trasmessa nel Regno Unito dal 10 settembre 1975 (pilot) e dal 25 febbraio 1977 (1º episodio) al 20 maggio 1977 sulla rete televisiva Independent Television. In Italia è stata trasmessa con il titolo Raffles, ladro gentiluomo.

## Episodi
| Stagione       | Episodi | Prima TV UK |
| -------------- | ------- | ----------- |
| Prima stagione | 14      | 1975-1977   |